# Фукуниси, Такаси
Такаси Фукуниси (яп. 福西 崇史; род. 1 сентября 1976, Ниихама, Эхиме) — японский футболист, игравший на позиции полузащитника.

## Карьера

### Клубная
Выступал за свою карьеру в чемпионате Японии за команды «Джубило Ивата», «Токио» и «Токио Верди», выиграл трижды чемпионат Японии, один раз Лигу чемпионов АФК и четыре раза попадал в символическую сборную Джей-Лиги.

### В сборной
В сборной сыграл 64 игры и забил 7 голов. Участвовал в двух чемпионатах мира, Кубке Америки, Кубке конфедераций и Кубке Азии (выиграл его в 2004 году).

## Достижения

### В клубах
- Чемпион Японии: 1997, 1999, 2002
- Победитель Суперкубка Азии: 1999
- Победитель Лиги чемпионов АФК: 1999

### В сборной
- Чемпион Азии: 2004

### Индивидуальные
- Член символической сборной Джей-Лиги: 1999, 2001, 2002, 2003